# Jurecekia
Jurecekia asphaltina — вид стафилинид из подсемейства Staphylininae. Единственный представитель рода Jurecekia.

## Описание
Последний сегмент челюстных щупиков очень тонкий, в два раза длиннее предпоследнего. Диск переднеспинки с двумя продольными рядами из четырёх точек каждый.

## Распространение
Встречается на юге и центре европейской части России, Украине и Казахстане.